# Championnat de Suède de hockey sur glace 1922
Saison suivante
La saison 1922 est la première édition du Championnat de Suède de hockey sur glace. Il est organisé du 10 au 12 mars 1922 au Stade olympique de Stockholm. L'IK Göta remporte le titre en dominant en finale le Hammarby IF sur la marque de 6 buts à rien.

## Contexte
Le hockey sur glace fait son apparition en Suède en 1920 lorsqu'une sélection nationale est formée sous l'impulsion de Raoul Le Mat, un réalisateur américain, en vue des Jeux olympiques d'Anvers. Elle est alors constituée essentiellement de joueurs de bandy et est sous la tutelle de la Fédération suédoise de football. Malgré trois victoires en six partie jouées, les joueurs scandinaves terminent quatrième du tournoi. Lors du congrès de la Ligue internationale de hockey sur glace qui a lieu à l'occasion, la Suède se voit alors confier l'organisation d'un Championnat du monde pour l'année suivante mais seule la Tchécoslovaquie se présente, réduisant à une partie l'événement reclassé en Championnat d'Europe. Les joueurs locaux s'adjugent le titre en s'imposant face à des adversaires mal préparés en raison d'un hiver doux. Quelques semaines plus tard, un tournoi de clubs est organisé mais celui-ci doit s'arrêter après deux jours à cause de la fonte de la glace naturelle,.

## Déroulement
Le premier championnat de Suède se déroule du 10 au 12 mars 1922 au Stade olympique de Stockholm. Celui-ci se tient avec deux semaines de retard sur ce qui était prévu en raison de conditions météorologiques trop clémentes. Huit équipes y prennent part, toutes venant de la capitale et ses environs. Le tournoi est joué sous la forme d'une coupe avec match à élimination direct. Les quarts de finale ont lieu lors des deux premiers jours tandis que les demi-finales et la finale se jouent le troisième,.
La finale met aux prises le Hammarby IF à l'IK Göta. Les joueurs se présentent en retard et le coup d'envoi de la partie, arbitrée par Le Mat devant 200 spectateurs, est donné avec 15 minutes de décalage. Le début de la rencontre est dominé par Hammarby mais, après 10 minutes de jeu, les joueurs de Göta commencent à prendre le contrôle de la partie et éventuellement ouvrent la marque par l'intermédiare d'Einar « Stor-Klas » Svensson. Ils continuent de dominer la partie mais le gardien d'Hammarby Axel Sandqvist résiste. Malgré tout, un second but est inscrit. Celui-ci contesté par le public pour hors-jeu est finalement accordé par Le Mat. À la pause, Göta mène 2 buts à rien. La seconde mi-temps continue sur la lancée de la première période. Les joueurs de Göta dominent le jeu et trouvent les filets à quatre reprises. Hammarby obtient quelques occasions mais sans succès. Finalement l'IK Göta remporte la partie et le premier titre de champion de Suède sur le résultat de 6 buts à rien. Svensson compte quatre réalisations, Bror Arwe et Åke Nyberg se partagent les autres buts,.

## Résultats
|  | Quarts de finale | Quarts de finale |             |   | Demi-finales | Demi-finales |  |  | Finale  | Finale  |
|  | Quarts de finale | Quarts de finale |             |   | Demi-finales | Demi-finales |  |  | Finale  | Finale  |
|  |                  |                  |             |   |              |              |  |  |         |         |
|  | 10 mars          | 10 mars          |             |   | 12 mars      | 12 mars      |  |  | 12 mars | 12 mars |
|  | 10 mars          | 10 mars          |             |   | 12 mars      | 12 mars      |  |  | 12 mars | 12 mars |
|  | Hammarby IF      | 8                |             |   | 12 mars      | 12 mars      |  |  | 12 mars | 12 mars |
|  | Hammarby IF      | 8                |             |   | 12 mars      | 12 mars      |  |  | 12 mars | 12 mars |
|  | Lidingö IF       | 0                |             |   | 12 mars      | 12 mars      |  |  | 12 mars | 12 mars |
|  | Lidingö IF       | 0                | Hammarby IF | 4 |              |              |  |  | 12 mars | 12 mars |
|  | 11 mars          |                  | Hammarby IF | 4 |              |              |  |  | 12 mars | 12 mars |
|  |                  | Djurgårdens IF   | 1           |   |              |              |  |  | 12 mars | 12 mars |
|  | Djurgårdens IF   | Djurgårdens IF   | 1           | 4 |              |              |  |  | 12 mars | 12 mars |
|  | Djurgårdens IF   |                  |             | 4 |              |              |  |  | 12 mars | 12 mars |
|  | AIK IF           | 2                |             |   |              |              |  |  | 12 mars | 12 mars |
|  | AIK IF           | 2                | Hammarby IF | 0 |              |              |  |  |         |         |
|  | 10 mars          |                  | Hammarby IF | 0 |              |              |  |  |         |         |
|  |                  | IK Göta          | 6           |   |              |              |  |  |         |         |
|  | IK Göta          | IK Göta          | 6           | 7 |              |              |  |  |         |         |
|  | IK Göta          | 12 mars          |             | 7 |              |              |  |  |         |         |
|  | IF Linnéa        | 0                |             |   |              |              |  |  |         |         |
|  | IF Linnéa        | 0                | IK Göta     | 4 |              |              |  |  |         |         |
|  | 11 mars          |                  | IK Göta     | 4 |              |              |  |  |         |         |
|  |                  | Nacka SK         | 1           |   |              |              |  |  |         |         |
|  | Nacka SK         | Nacka SK         | 1           | 3 |              |              |  |  |         |         |
|  | Nacka SK         |                  |             | 3 |              |              |  |  |         |         |
|  | IFK Stockholm    | 0                |             |   |              |              |  |  |         |         |
|  | IFK Stockholm    | 0                |             |   |              |              |  |  |         |         |

## Finale
| 12 mars 1922 | IK Göta | 6-0 (2-0, 4-0) | Hammarby IF | Stade olympique 200 spectateurs |

| Feuille de match | Feuille de match                                             | Feuille de match | Feuille de match | Feuille de match         |
| ---------------- | ------------------------------------------------------------ | ---------------- | ---------------- | ------------------------ |
|                  | Einar Svensson (4 buts) Bror Arwe (1 but) Åke Nyberg (1 but) |                  |                  | Arbitrage : Raoul Le Mat |
| Ejnar Olsson     | Gardiens                                                     | Axel Sandqvist   |                  | Arbitrage : Raoul Le Mat |
|                  |                                                              |                  |                  | Arbitrage : Raoul Le Mat |
|                  |                                                              |                  |                  | Arbitrage : Raoul Le Mat |

## Effectif champion

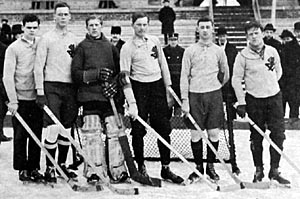
L'IK Göta remporte le premier championnat de Suède.

L'effectif de l'IK Göta déclaré champion de Suède est le suivant :
- Gardien de but : Ejnar « Hund-Eje » Olsson
- Défenseurs : Bror Arwe et Birger Holmqvist
- Attaquants : Einar « Stor-Klas » Svensson, Åke Nyberg et Einar « Knatten » Lundell